# Adrien Trebel
Adrien Trebel, född 3 mars 1991, är en fransk fotbollsspelare som spelade sist för belgiska Anderlecht.

## Karriär
Trebel gjorde sin Ligue 2-debut för Nantes den 12 februari 2011 i en 1–0-förlust mot Vannes, där han blev inbytt i den 72:a minuten mot Ismaël Keïta.
I maj 2014 värvades Trebel av belgiska Standard Liège. I januari 2017 värvades han av Anderlecht.